# Peer Gynt (Schauspielmusik)
Peer Gynt Opus 23 ist eine Schauspielmusik von Edvard Grieg aus dem Jahre 1875 zu Henrik Ibsens dramatischem Gedicht gleichen Namens. Die Uraufführung von Griegs Auftragswerk fand zusammen mit derjenigen von Ibsens Bühnenfassung seines dramatischen Gedichts Peer Gynt am 24. Februar 1876 in Christiania (heute Oslo) statt.

## Entstehungsgeschichte

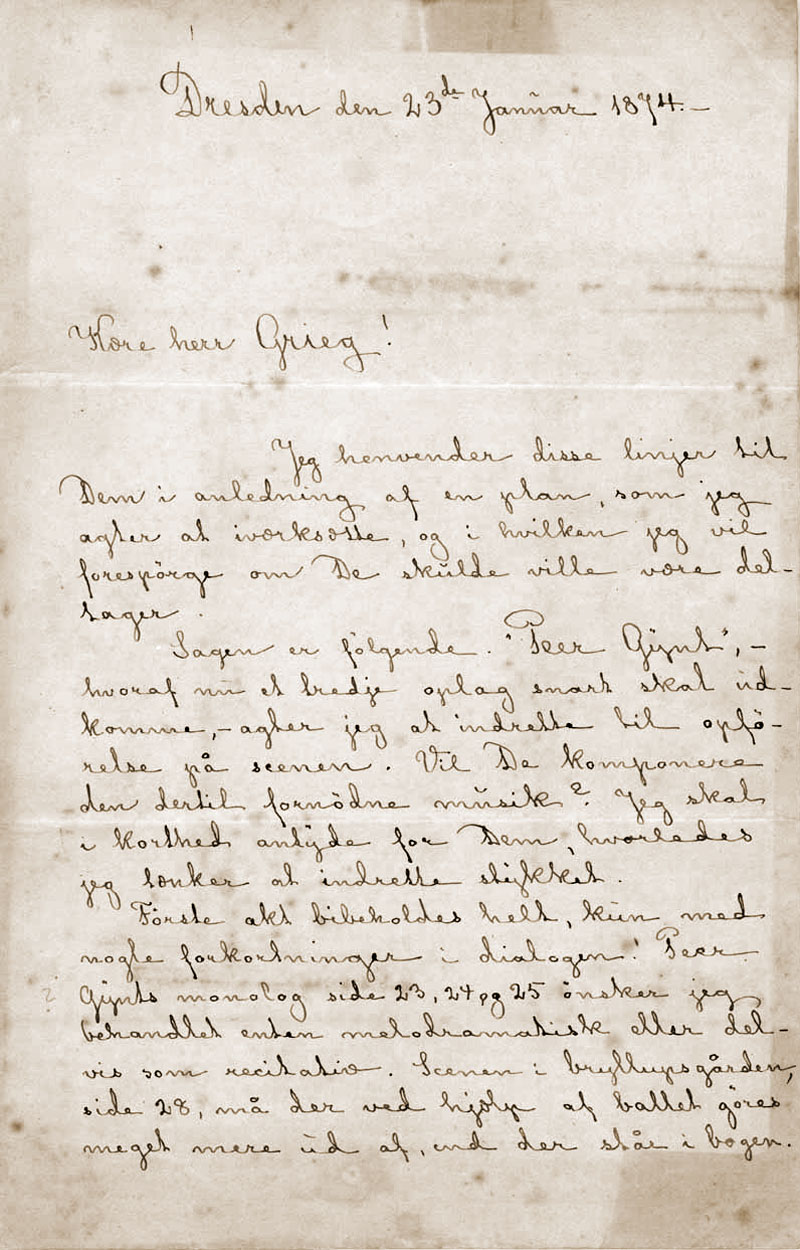
Erste Seite von Ibsens Brief an Grieg vom 23. Januar 1874

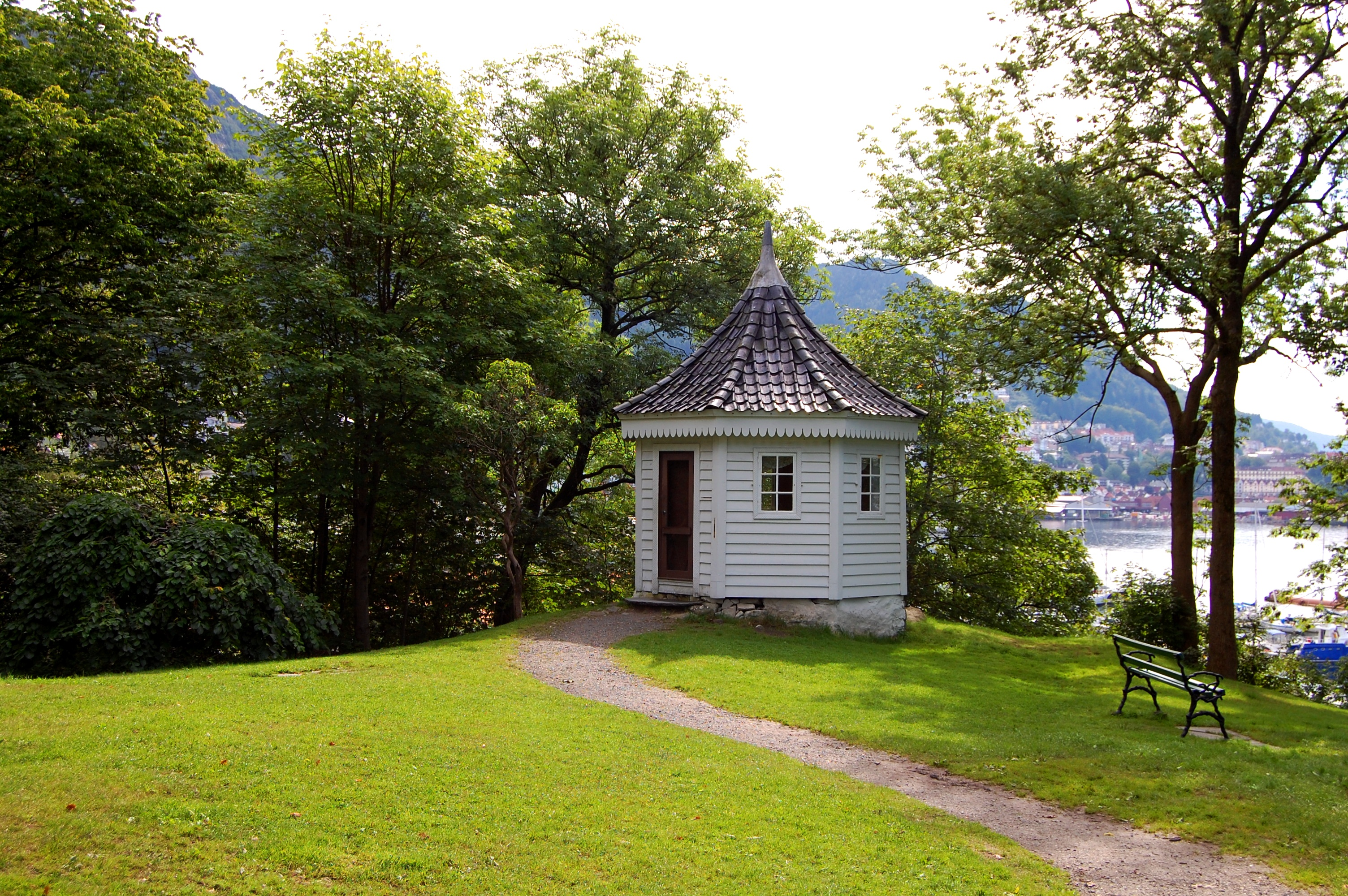
Pavillon im Freilichtmuseum Gamle Bergen, in dem Grieg im Sommer 1874 komponierte

Nach der Vorlage der zwischen 1845 und 1848 erschienenen norwegischen Feenmärchensammlung Huldre-Eventyr og Folkesagn von Peter Christen Asbjørnsen verfasste Ibsen das dramatische Gedicht Peer Gynt, das 1867 erschien. Peer Gynt war von Ibsen als reines Lesedrama vorgesehen. Nach dem Erfolg der Dichtung änderte Ibsen seine Meinung und plante, sie zu einem Bühnenstück mit Musik umzuarbeiten. Seinen Plan beschrieb er sehr genau in einem Brief an Edvard Grieg, den er am 23. Januar 1874 in Dresden verfasste, wo er von 1868 bis 1875 lebte:

„Lieber Herr Grieg! Ich schreibe Ihnen diese Zeilen im Hinblick auf einen Plan, den ich auszuführen gedenke, und möchte Sie fragen, ob Sie sich an ihm beteiligen wollen. Es handelt sich um folgendes: Ich habe die Absicht, ‚Peer Gynt‘, der nun bald in der dritten Auflage erscheint, für die Bühne einzurichten. Wollen Sie die Musik dazu komponieren? Ich skizziere kurz, wie ich mir die Sache denke. […] Wenn Sie darauf eingehen, wende ich mich gleich an die Leitung des Theaters in Kristiania, liefere ein eingerichtetes Textbuch und sichere uns im voraus die Aufführung des Stückes. Ich beabsichtige, ein Honorar von 400 Speziestalern zu beantragen, das zu gleichen Teilen zwischen uns geteilt werden soll. […]“

Grieg nahm den künstlerisch wie finanziell verlockenden Auftrag sofort an.
Ibsen, der nicht besonders musikalisch gewesen sein soll, schilderte in diesem Brief sehr konkret Vorstellungen, wie die Musik die Wirkung seines Schauspiels steigern solle. Grieg hat sich in seiner späteren Komposition auch recht genau an die Anweisungen Ibsens gehalten.
Grieg begann im Sommer 1874 im Chinesischen Teepavillon, den ihm der Schiffsreeder Rasmus Rolfsen zur Verfügung gestellt hatte, in Sandviken, einem Viertel von Bergen, mit der Komposition, wie er am 5. Juli 1874 in einem Brief an Bjørnstjerne Bjørnson schrieb. Erst Ende Juli 1875 stellte er das Werk im dänischen Fredensborg fertig. Die Erkrankung und später der Tod seiner Eltern verhinderten die Proben am Christiania Theater. Zur Uraufführung am 24. Februar 1876 dirigierte der Kapellmeister des Christiania Theaters Johan Hennum, Regie führte der Intendant Ludvig Josephson. Grieg konnte nicht von Bergen nach Christiania reisen und blieb der Aufführung ebenso wie Ibsen fern.

## Überarbeitungen

Edvard Grieg am Klavier und Henrik Ibsen als Zuhörer (Postkarte von 1905)

Im Jahr 1886 wurde das Stück im Dagmar-Theater in Kopenhagen aufgeführt. Für diese neue Inszenierung überarbeitete Grieg das Werk und fügte ihm „Der Brautzug zieht vorbei“ und drei der Norwegischen Tänze, op. 35, instrumentiert von Robert Henriques, hinzu.
Als nach dem schweren Brand im Christiania Theater am 15. Januar 1877, bei dem Dekorationen und Kostüme des Stücks vernichtet worden waren, im Jahr 1892 das Stück wieder aufgenommen wurde, nahm Grieg Änderungen in der Musik „Peer Gynt und der Bucklige“ vor.
Für das 1899 eröffnete Nationaltheatret, wo Peer Gynt ab 1902 aufgeführt wurde, instrumentierte Grieg das Vorspiel zum 1. Akt um.
Wegen seiner Zweifel an der Akzeptanz des Werks außerhalb Norwegens stellte Grieg 1888 und 1893 aus acht Sätzen der Schauspielmusik zwei je viersätzige kurze Orchestersuiten zusammen. Diese beiden Peer-Gynt-Suiten, die auf gesprochene Dialoge, Gesang und Chor verzichten, zählen heute zu seinen populärsten Werken.
Einem Druck der Gesamtpartitur stimmte Grieg nach der Uraufführung nicht zu, da ihm die Orchestrierung missfiel. Erst ein Jahr nach Griegs Tod besorgte 1908 Johan Halvorsen den Druck der Partitur beim C. F. Peters Musikverlag. Diese Ausgabe enthielt nur 23 Nummern, und diese waren nicht in der richtigen Reihenfolge. Eine alle 26 Stücke beinhaltende Partitur erschien erst 1988 mit dem von Finn Benestad herausgegebenen 18. Band der Grieg-Gesamtausgabe.

## Originalpartitur
Die ursprüngliche Partitur op. 23 enthält die folgenden 26 Sätze:
- Akt I

1. Im Hochzeitshof / I bryllupsgården (Vorspiel)
2. Halling / Halling (2. und 3. Szene)
3. Springdans / Springar (3. Szene)

- Akt II

1. Der Brautraub. Ingrids Klage / Bruderovet. Ingrids klage (Vorspiel)
2. Peer Gynt und die Sennerinnen / Peer Gynt og seterjentene (3. Szene)
3. Peer Gynt und die Grüngekleidete / Peer Gynt og Den grønnkledte (Einleitung zur 5. Szene)
4. Peer Gynt: „Am Reitzeug erkennt man die fürnehmen Leute!“ / Peer Gynt: “På ridestellet skal storfolk kjendes!” (Schluss der 5. Szene)
5. In der Halle des Bergkönigs / I Dovregubbens hall (6. Szene)
6. Tanz der Bergkönigstochter / Dans av Dovregubbens datter (6. Szene)
7. Peer Gynt von Trollen gejagt / Peer Gynt jages av troll (6. Szene)
8. Peer Gynt und der Bucklige / Peer Gynt og Bøygen (7. Szene)

- Akt III

1. Åses Tod / Åses død (Vorspiel und 4. Szene)

- Akt IV

1. Morgenstimmung / Morgenstemning (Vorspiel)
2. Dieb und Hehler / Tyven og heleren (5. Szene)
3. Arabischer Tanz / Arabisk dans (6. Szene)
4. Anitras Tanz / Anitras dans (6. Szene)
5. Peer Gynts Serenade / Peer Gynts serenade (7. Szene)
6. Peer Gynt und Anitra / Peer Gynt og Anitra (8. Szene)
7. Solveigs Lied / Solveigs sang (10. Szene)
8. Peer Gynt vor der Memnonsäule / Peer Gynt og Memnonstøtten (Einleitung zur 11. Szene)

- Akt V

1. Peer Gynts Heimkehr. Stürmischer Abend auf dem Meer[7] / Peer Gynts hjemfart. Stormfull aften på havet (Vorspiel)
2. Der Schiffbruch / Skipsforliset (zwischen 1. und 2. Szene)
3. Solveig singt in der Hütte / Solveig synger i hytten (5. Szene)
4. Nachtszene / Nattscene (6. Szene)
5. Pfingstlied „O Morgenstunde“ / Pinsesalme “Velsignet morgen” (10. Szene)
6. Solveigs Wiegenlied / Solveigs vuggevise (10. Szene)

Die beiden von Grieg aus der Schauspielmusik neu zusammengestellten Suiten umfassen die folgenden Sätze: Morgenstimmung, Åses Tod, Anitras Tanz, In der Halle des Bergkönigs (Suite Nr. 1, op. 46) sowie Der Brautraub. Ingrids Klage, Arabischer Tanz, Peer Gynts Heimkehr. Stürmischer Abend auf dem Meer, Solveigs Lied (Suite Nr. 2, op. 55).

## Aufführungen
Gesamtaufführungen von Griegs Peer Gynt mit Ibsens Originaltext sind relativ selten, zumal die vollständige Partitur, die mehrere Lieder und Chorwerke umfasst und verloren gegangen war, erst seit Ende der 1980er Jahre restauriert und damit wieder verfügbar ist. Jedoch wurde von der Deutschen Grammophon 1987 diese restaurierte Fassung mit allen 26 Sätzen, aufgeführt von den Göteborger Symphonikern unter Neeme Järvi, veröffentlicht.
Eine konzertante Fassung mit Sprecher von Friedhelm Eberle und Kurt Masur führte das Gewandhausorchester im März 1988 unter der Leitung von Kurt Masur auf. Das MDR-Sinfonieorchester spielte im Frühjahr 2001 Peer Gynt in einer „Fassung für den Konzertgebrauch“ nach der Übersetzung von Christian Morgenstern mit Klaus Maria Brandauer als Erzähler auf, die nur 21 Stücke umfasste. Die für das Ereignis angepasste Version der Schauspielmusik wurde unter der Leitung von Thomas Hengelbrock, wiederum mit Brandauer und Schülern aus dessen Theaterschule, zur Eröffnung des Schleswig-Holstein Musik Festivals 2012 aufgeführt.
Im theatralischen Zusammenhang mit dem Tonkünstler-Orchester Niederösterreich hatte der österreichische Schriftsteller Franzobel bereits im Herbst 2004 beim Grafenegg Festival zu Griegs Musik einen Text in „gebündelter Form“ für einen Sprecher geschaffen. In dieser Form wurde das Werk auch im Januar 2013 vom MDR-Sinfonieorchester mit Ben Becker als Sprecher aufgeführt.
Seit 2015 führt das slowenische Nationalballett Maribor eine eigene Fassung, choreografiert von Edward Clug und um weitere Werke Edvard Griegs erweitert, europaweit auf.
2024 führte das Theater in Kempten (Allgäu) Ibsens dramatisches Gedicht Peer Gynt zusammen mit der Schauspielmusik von Edvard Grieg auf (Regie Nikolaus Büchel), wie es für die Uraufführung 1876 geschildert wurde. Die für das Orchester komponierte Schauspielmusik mit allen Solis und Chören bearbeitete die Pianistin Nataliya Tkachenko zu einer Klavierfassung und koppelte sie mit Ibsens Drama.